# Triumfetta cucullata
Triumfetta cucullata är en malvaväxtart som beskrevs av Merritt Lyndon Fernald. Triumfetta cucullata ingår i släktet triumfettor, och familjen malvaväxter. Inga underarter finns listade i Catalogue of Life.